# Ischioloncha columbiana
Ischioloncha columbiana är en skalbaggsart som beskrevs av Stefan von Breuning 1956. Ischioloncha columbiana ingår i släktet Ischioloncha och familjen långhorningar. Inga underarter finns listade i Catalogue of Life.